# Cis-dur

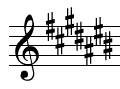
Znaki przykluczowe tonacji Cis-dur

Diagram akordu Cis-dur dla gitary

Cis-dur – gama muzyczna oparta na skali durowej, której toniką jest cis. 
Gama Cis-dur zawiera dźwięki: cis, dis, eis, fis, gis, ais, his. Tonacja Cis-dur zawiera siedem krzyżyków.
| Gama Cis-dur zapisana za pomocą przygodnych znaków chromatycznych | Audio playback is not supported in your browser. You can download the audio file. |
| Gama Cis-dur zapisana za pomocą znaków przykluczowych             | \relative f'{ \key cis \major \override Staff.TimeSignature #'stencil = ##f \cadenzaOn cis1 dis eis fis gis ais bis cis \cadenzaOff } \addlyrics { \small { cis dis eis fis gis ais his cis } } |

Pokrewną jej molową tonacją paralelną jest ais-moll, jednoimienną molową – cis-moll.
Częściej zamiast tonacji Cis-dur używana jest enharmonicznie równoważna tonacja Des-dur.
Cis-dur to także akord, zbudowany z pierwszego (cis), trzeciego (eis) i piątego (gis) stopnia gamy Cis-dur.
| Akord Cis-dur | Audio playback is not supported in your browser. You can download the audio file. |